# 瓦尔巴克 (科尔马-里博维莱区)
瓦尔巴克（法语：Walbach，发音：[valbak] 或 [valbax]）是法国大东部大区上莱茵省科尔马-里博维莱区温策奈姆县的一个市镇。 

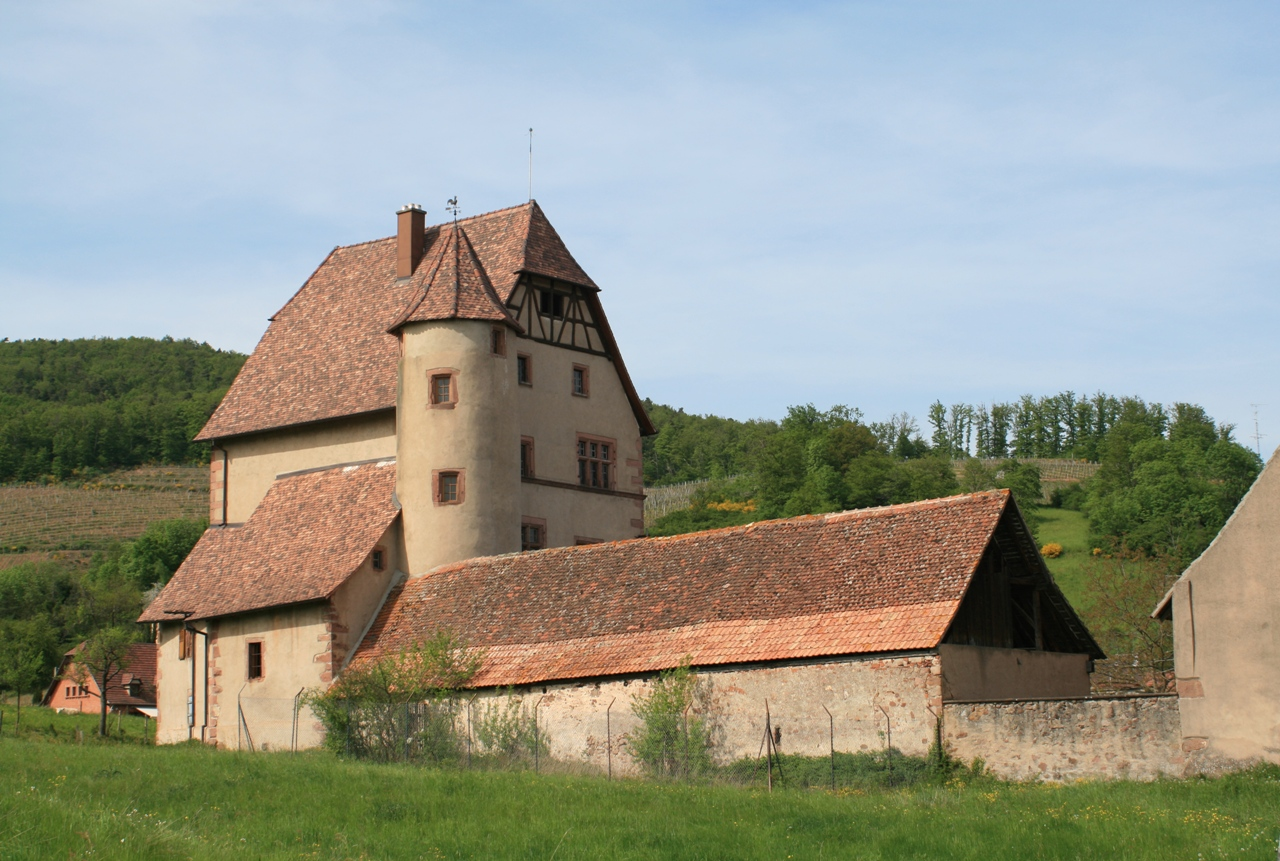
瓦尔巴克城堡
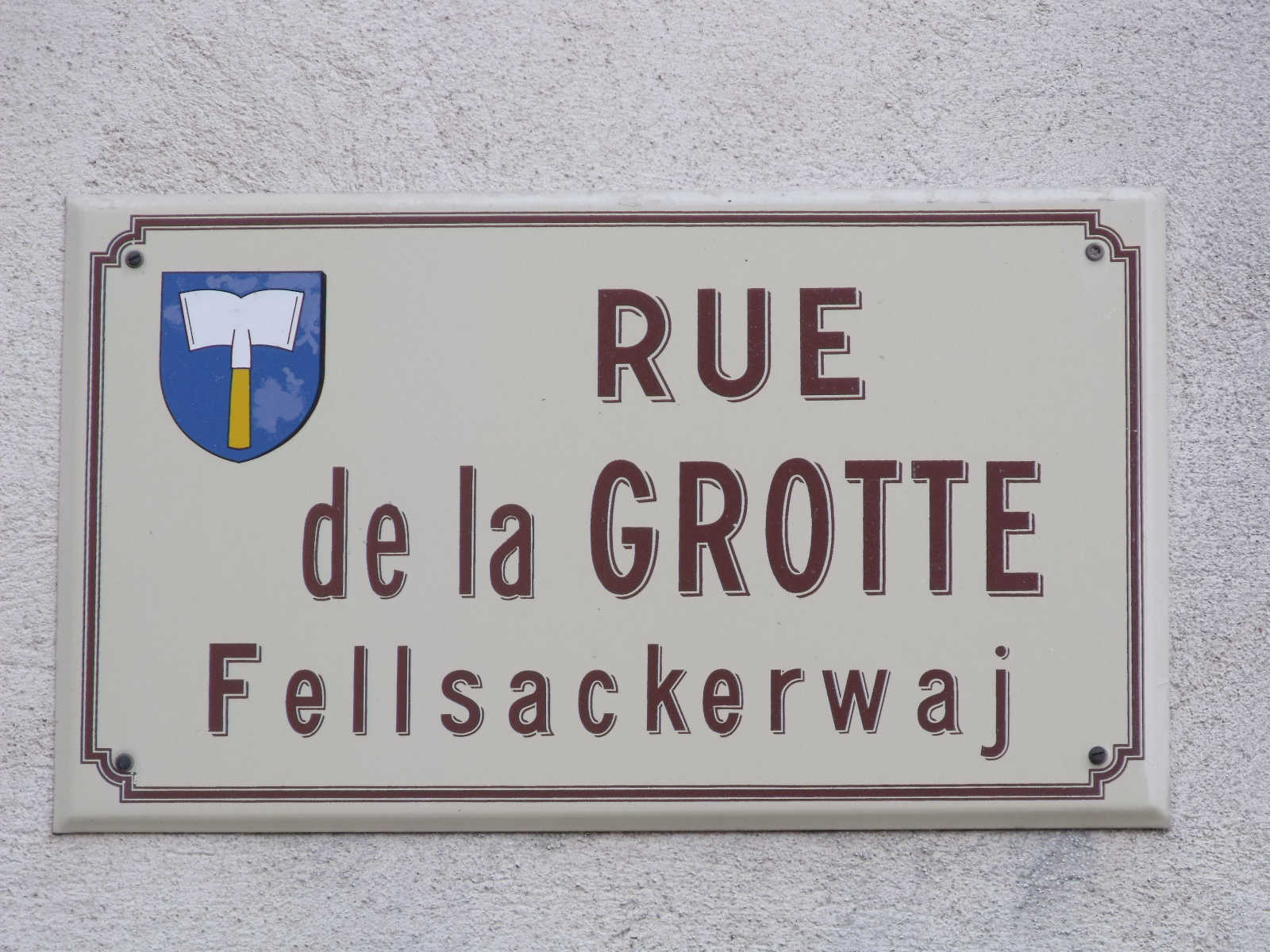
带有阿尔萨斯语标注的街道名称标志